# Памятник Белинскому (Пенза, Театральный проезд)
Памятник В. Г. Белинскому в Пензе установлен на Театральном проезде напротив Пензенского областного драматического театра в Ленинском районе города.

## История
Памятник Белинскому на Театральном проезде был заложен в 1948 г. Он стал вторым памятником писателю в Пензе: предыдущий памятник, установленный в 1911 г., был уничтожен в 1918 г. во время мятежа чехословацкого корпуса.
Автором для создания памятника стали известный советский скульптор-монументалист Евгений Викторович Вучетич и архитектор Леонид Михайлович Поляков. Для города это было значительным событием: 19 июня 1948 г. на торжественном событии закладки памятника в память столетия со дня смерти писателя кроме авторов будущего памятника присутствовали такие известные писатели как А. Фадеев, И. Эренбург, П. Замойский, Ф. Гладков, П. Вершигора, а также академик В. Виноградов.
Работа над памятником продолжалась 6 лет. Саму скульптуру отлили из бронзы на заводе «Монументскульптура» в Ленинграде. Торжественное открытие памятника состоялось 10 июля 1954 г.
Скульптура представляет собой ростовую фигуру Белинского с поднятой рукой. Он как будто начинает выступление, его фигура выражает стремление, поры вперёд. Её высота составляет 5,5 м, и она установлена на четырёхгранном трёхчастном постаменте высотой 5 метров. Постамент облицован серым гранитом. На нём высечена надпись, которая гласит:
Виссарион Григорьевич Белинский. 1811—1848
Памятник Белинскому на Театральном проезде является объектом культурного наследия федерального значения в соответствии с Постановлением Совета Министров РСФСР № 1327 от 30.08.1960.